# Melnitsa (distrikt)
Melnitsa (bulgariska: Мелница) är ett distrikt i Bulgarien.   Det ligger i kommunen Obsjtina Elchovo och regionen Jambol, i den sydöstra delen av landet, 280 km öster om huvudstaden Sofia.
Trakten runt Melnitsa består till största delen av jordbruksmark. Runt Melnitsa är det ganska tätbefolkat, med 62 invånare per kvadratkilometer.